# ラフマット・ゴーベル
ラフマット・ゴーベル（らふまっと　ごーべる、尼：Rahmat Gobel、1962年9月3日 - ）は、インドネシアの企業経営者、ジョコ・ウィドド政権の貿易相。

## 人物
ジャカルタ出身。父親は、一代で大企業ゴーベルグループを築いたモハマド・ゴーベルで、幼いころより経営学の英才教育を受けた。
父の勧めにより日本に留学し、中央大学商学部を卒業後、松下電器産業株式会社本社・大阪にて実地研修を受ける。1994年にはパナソニック（旧・松下電器産業）と合弁事業を展開するゴーベル・インターナショナルの社長となり、2014年に発足したジョコ・ウィドド政権の貿易相となる。
インドネシア日本友好協会の理事長であり、2011年にはユドヨノ大統領に随行して来日し、東日本大震災で被害を受けた気仙沼市を視察し、インドネシア日本友好協会の会員らから集めた約2000万円の義捐金と、インドネシアの民族楽器を被災地に贈った。インドネシアと日本の友好関係の構築に貢献したとして、2014年3月には、古巣の中央大学から名誉博士学位を授与された。2000年には、拓殖大学が100周年事業の記念行事としてジャカルタで開催したシンポジウムの成功に貢献したとして、名誉教授博士号を贈呈されている。